# العلاقات الإثيوبية الغيانية
العلاقات الإثيوبية الغيانية هي العلاقات الثنائية التي تجمع بين إثيوبيا وغيانا.

## مقارنة بين البلدين
هذه مقارنة عامة ومرجعية للدولتين:
| وجه المقارنة                                              | إثيوبيا                        | غيانا        |
| --------------------------------------------------------- | ------------------------------ | ------------ |
| المساحة (كم2)                                             | 1.10 مليون                     | 214.97 ألف   |
| عدد السكان (نسمة)                                         | 104.96 مليون                   | 777.86 ألف   |
| الكثافة السكانية (ن./كم²)                                 | 95.42                          | 3.62         |
| العاصمة                                                   | أديس أبابا                     | جورج تاون    |
| اللغة الرسمية                                             | اللغة الأمهرية                 | لغة إنجليزية |
| العملة                                                    | بير إثيوبي                     | دولار غياني  |
| الناتج المحلي الإجمالي (بليون دولار)                      | 80.56 مليار                    | 3.68 مليار   |
| الناتج المحلي الإجمالي (تعادل القوة الشرائية) بليون دولار | 161.90 مليار                   | 5.77 مليار   |
| الناتج المحلي الإجمالي الاسمي للفرد دولار أمريكي          | 619                            | 4.13 ألف     |
| الناتج المحلي الإجمالي للفرد دولار أمريكي                 | 1.50 ألف                       |              |
| مؤشر التنمية البشرية                                      | 0.442                          |              |
| رمز المكالمات الدولي                                      | +251                           | +592         |
| رمز الإنترنت                                              | .et                            | .gy          |
| المنطقة الزمنية                                           | ت ع م+03:00، توقيت شرق أفريقيا | 00           |

## منظمات دولية مشتركة
يشترك البلدان في عضوية مجموعة من المنظمات الدولية، منها:
| علم المنظمة | اسم المنظمة                                 | تاريخ انضمام إثيوبيا | تاريخ انضمام غيانا |
| ----------- | ------------------------------------------- | -------------------- | ------------------ |
|             | الاتحاد البريدي العالمي                     | ?                    | ?                  |
|             | مؤسسة التنمية الدولية                       | 11 أبريل 1961        | 4 يناير 1967       |
|             | منظمة حظر الأسلحة الكيميائية                | ?                    | ?                  |
|             | الأمم المتحدة                               | 13 نوفمبر 1945       | 20 سبتمبر 1966     |
|             | وكالة ضمان الاستثمار متعدد الأطراف          | 13 أغسطس 1991        | 18 يناير 1989      |
|             | منظمة الشرطة الجنائية الدولية               | ?                    | ?                  |
|             | مؤسسة التمويل الدولية                       | 20 يوليو 1956        | 4 يناير 1967       |
|             | مجموعة دول أفريقيا والكاريبي والمحيط الهادئ | ?                    | ?                  |
|             | البنك الدولي للإنشاء والتعمير               | 27 ديسمبر 1945       | 26 سبتمبر 1966     |
|             | الاتحاد الدولي للاتصالات                    | 20 فبراير 1932       | 8 مارس 1967        |
|             | يونسكو                                      | 1 يوليو 1955         | 21 مارس 1967       |

## وصلات خارجية
- موقع وزارة الخارجية الإثيوبية
- موقع وزارة الخارجية الغيانية